# Peltogaster latus
Peltogaster latus is een krabbezakjessoort uit de familie van de Peltogastridae. De wetenschappelijke naam van de soort is voor het eerst geldig gepubliceerd in 1937 door Van Baal.